# Johanneskerk (Erbach)
De Johanneskerk (Duits: Johanneskirche) is een protestants godshuis in Erbach, een dorp aan de Rijn dat op 1 januari 1977 stadsdeel werd van Eltville am Rhein in de Duitse deelstaat Hessen. De neogotische kerk kon in de jaren 1861-1865 worden gebouwd dankzij een royale schenking van de Nederlandse prinses Marianne. De kerk was het eerste protestantse godshuis in de Rheingau.

## Geschiedenis
Na haar scheiding van Albert van Pruisen, de jongere broer van de latere keizer Wilhelm I, vanwege haar relatie met de koetsier Johannes van Rossum als gevolg van een ongelukkig huwelijk, verwierf prinses Marianne van Oranje-Nassau in 1855 het Schloss Reinhartshausen bij Erbach. Samen met Johannes van Rossum kreeg zij in 1849 een buitenechtelijke zoon, Johannes Willem van Reinhartshausen genaamd. Deze zoon stierf in 1861 op twaalfjarige leeftijd aan roodvonk en nog diezelfde avond schonk prinses Marianne de protestantse gemeente van Erbach een bedrag van 60.000 gulden met een stuk grond om ter nagedachtenis aan haar zoon een kerk en een pastorie te bouwen en een predikant te bekostigen. Na een bouwperiode van slechts vier jaren kon in 1865 de eerste protestantse kerk in de Rheingau in gebruik genomen worden. Johannes Willem werd later in de crypte van de nieuwe kerk bijgezet. Prinses Marianne werd begraven op het kerkhof van Erbach naast haar levensgezel Johannes van Rossum.
In de loop der tijd is er aan het kerkgebouw weinig veranderd. Verwoestingen als gevolg van de Tweede Wereldoorlog bleven de kerk bespaard. Een uitzondering betreft de plaatsing van ramen in het koor in de jaren 1890. Hiervan zag men in het oorspronkelijke ontwerp bewust af om daarmee het karakter van het godshuis als rouwkerk te onderstrepen. Tijdens een restauratie in de jaren 50 werden de gewelven van de kerk, oorspronkelijk blauw met gouden sterren, in witte kleuren overgekalkt. Ook verdwenen bij die renovatie delen van de inrichting uit de zijloges.

## Gebruik
De kerk is in eerste instantie een gebouw waar erediensten worden gehouden die tot op de dag van vandaag goed worden bezocht. Maar de kerk is ook een populaire locatie waar men graag huwelijken sluit. Tevens vinden er veel concerten en lezingen plaats.

## Interieur

### Graftombe Johannes Willem van Reinhartshausen
Aan de noordzijde van het koor bevindt zich de doorgang naar de crypte onder het altaar waar Johannes Willem van Reinhartshausen in een sarcofaag werd bijgezet. Aan het hoofd van de sarcofaag staat het beeld van een kleine engel, een creatie van de Nederlandse beeldhouwer Johan Hendrik Stöver (1825 - 1911). Op de sarcofaag staan de woorden: J.W. von Reinhartshausen, geboren zu Cefalu, den 30ten Oktober 1849, vollendet zu Erbach den 25ten Dezember 1861, Seine Seele gefaellt Gott, darum eilet Er mit ihm aus diesem Leben.

### Altaar
Oorspronkelijk stonden er een drietal marmeren sculpturen achter het altaar, eveneens werken van Johan Hendrik Stöver. De beelden symboliseren het Geloof, de Liefde en de Hoop. Het middelste beeld, de Liefde, werd bij de renovatie in de jaren 50 verplaatst naar een kleine ruimte naast de ingang van de kerk en vervangen door een kruis.

### Het wijnrankvenster
Het middelste venster in het koor, het zogenaamde wijnrankvenster, is een geschenk van de oudste zoon van prinses Marianne, prins Albert van Pruisen, en werd 25 jaar na de bouw van de kerk geplaatst. Het raam beeldt de gekruisigde Christus uit te midden van wijnranken.

### Het Voigt-orgel
Het orgel op de galerij werd in 1863 gebouwd door Orgelbauer Christian Friedrich Voigt. Het orgel behoort met 18 registers tot de vroeg-romantische orgels. Bij een restauratie in 2007 werd het orgel in de oorspronkelijke staat hersteld.
.

## Architectuur
Het gebouw is een drieschepige hallenkerk met een met leien bedekt zadeldak. In de zuidelijke gevel is een vierkante toren ingebouwd; aan de noordzijde heeft de kerk een 5/8-koorafsluiting over de volle breedte van het middenschip. Er werd in de bouwplannen van een oostelijke oriëntatie afgezien om de kerk zo vanaf de Rijn schilderachtig te doen laten uitkomen. Door latere bebouwing is er van dat effect weinig overgebleven.
De muren worden verticaal door een systeem van pilasters verdeeld, die zich boven het dak voortzetten in van maaswerk voorziene zuilen, waarop met kruisbloemen bekroonde pinakels staan. In de tussenliggende muurvlakken werden hoge spitsboogvensters geplaatst. De horizontale verdeling wordt gevormd door een kroonlijst onder de vensters en een fries van maaswerk en vierpassen onder de dakrand.
Het onderste deel van de torenas is het zuidelijke hoofdportaal met een neogotische wimperg, geflankeerd door pinakels met kruisbloemen. De vulling van het frontaal bestaat uit een bloem van maaswerk en drie- en vijfpassen. Kantbloemen versieren de randen van het frontaal. Direct boven het frontaal bevindt zich een roosvenster. Ter hoogte van de trapgevel van de kerk bezit de toren naar het zuiden een driedelig spitsboogvenster, waarboven een uurwerk is geplaatst. De vierkante toren wordt afgesloten met een fries bestaande uit vierpassen. De vervolgens achthoekige torenopbouw herhaalt de verticale en horizontale verdeling van het hoofdgebouw. Tussen de acht smalle spitsboogvensters, die als galmgaten dienen, bevinden zich pilasters die uiteindelijk overgaan in pinakels op zuilen. Bij de afsluiting van de achthoekige opbouw wordt opnieuw op een fries van maaswerk en vierpassen teruggegrepen. De toren wordt bekroond met een spits met kruisbloem.

## Afbeeldingen

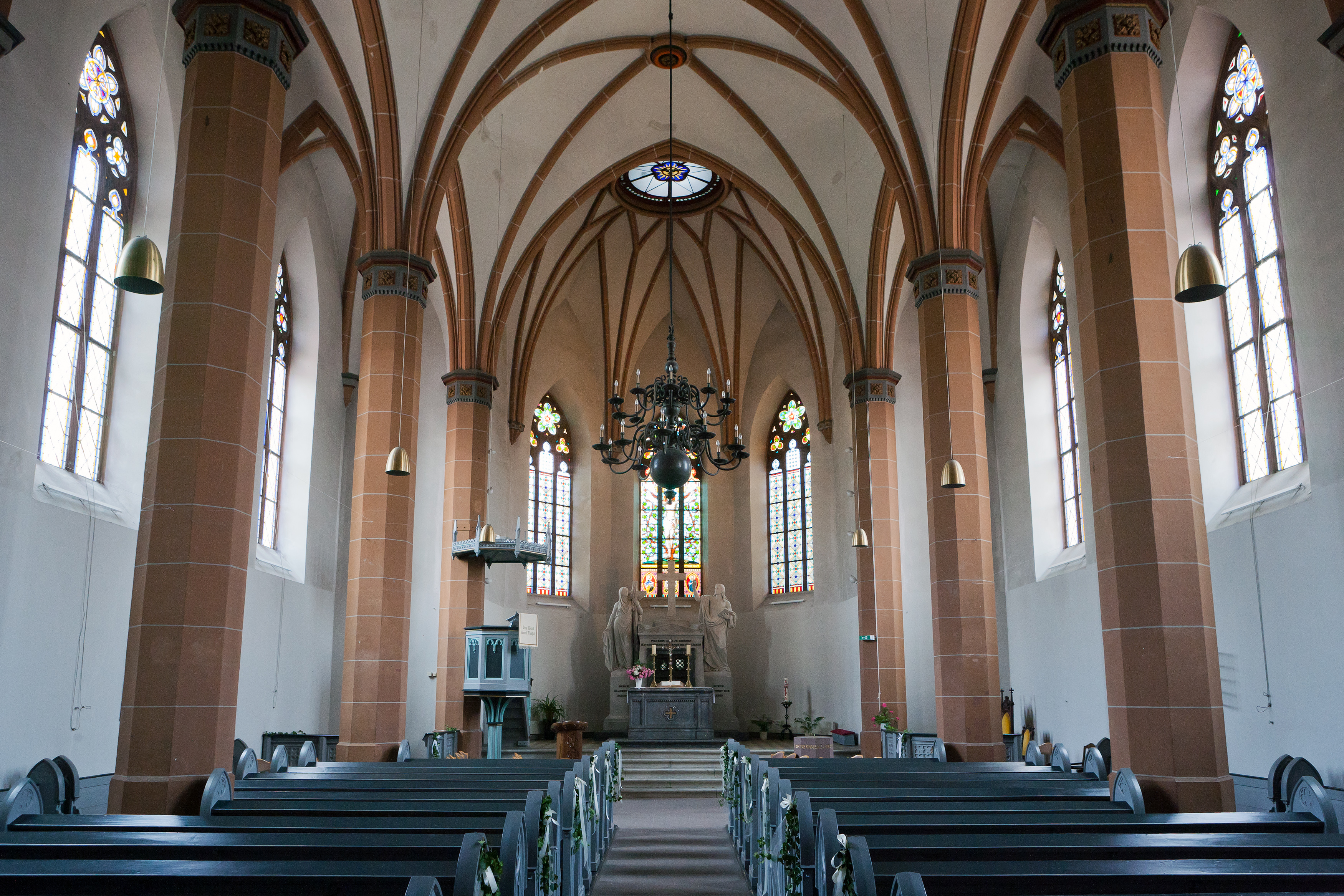
Interieur
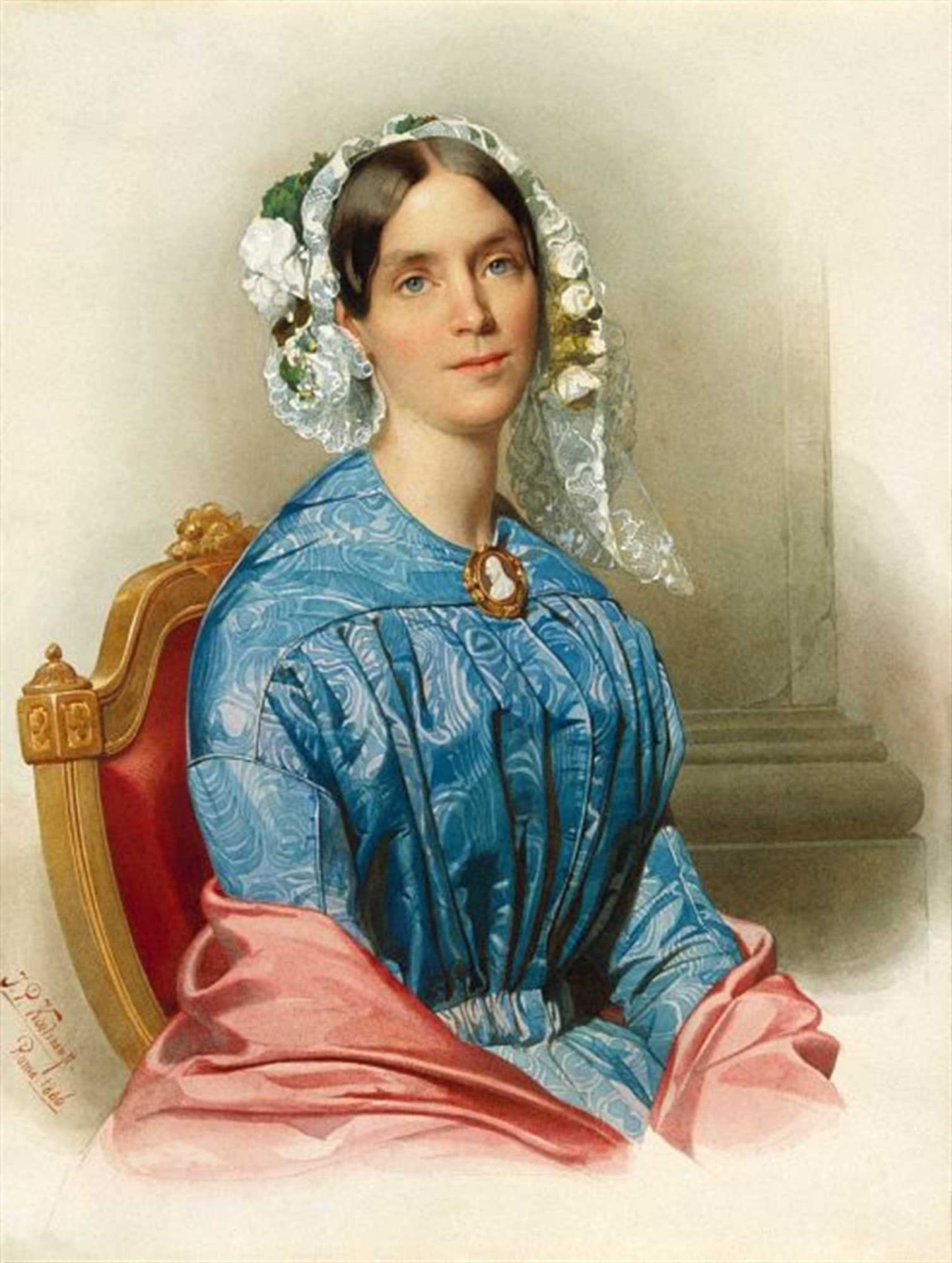
Prinses Marianne van Oranje-Nassau
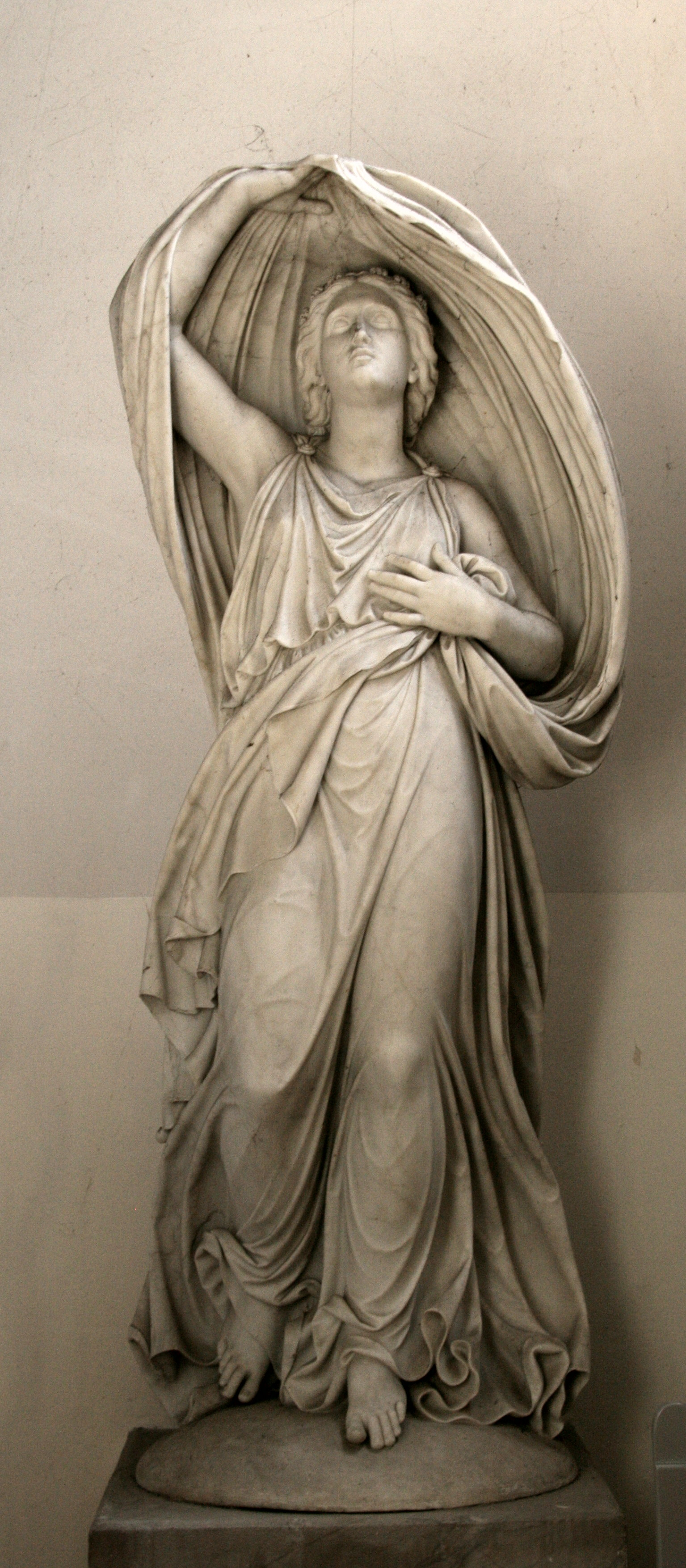
Een van de drie allegorische figuren (De Hoop) voor het grafmonument van Johannes Willem van Reinhartshausen
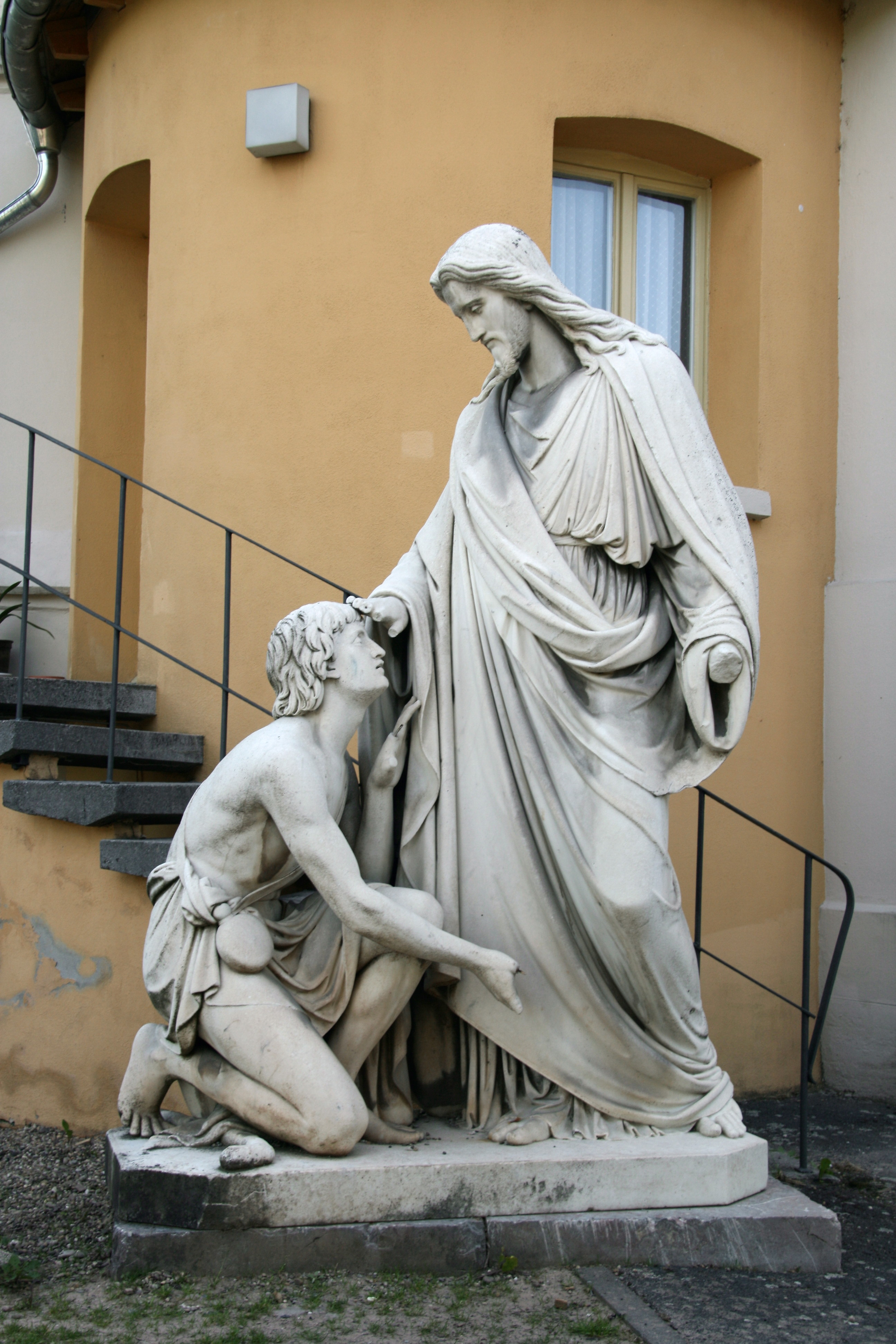
Sculptuur "Christus heelt de blinde Bartimeüs" (1861) van